# Rockwood (Manitoba)
Pour les articles homonymes, voir Rockwood.
Rockwood est une municipalité rurale du Manitoba (Canada) située au nord de Winnipeg. Lors du recensement de 2016, elle avait une population de 7823 habitants. Elle enclave les villes de Stonewall et de Teulon (en).

## Démographie
| 2001  | 2006  | 2011  | 2016  |
| ----- | ----- | ----- | ----- |
| 7 654 | 7 692 | 7 964 | 7 823 |